# Boavista F.C.
Boavista Futebol Clube, thường được gọi là Boavista (phát âm tiếng Bồ Đào Nha: [boɐˈviʃtɐ]), là một câu lạc bộ bóng đá thi đấu tại Giải bóng đá Ngoại hạng Bồ Đào Nha đến từ thành phố Porto. Sân nhà của đội bóng là sân vận động Bessa với sức chứa 28.263 chỗ ngồi.
Thành tích đáng kể nhất của CLB là chức vô địch quốc gia Bồ Đào Nha mùa giải 2000/2001. Đây là đội thứ 2 giành chức vô địch Bồ Đào Nha mà không phải là nhóm Big 3 (F.C. Porto, S.L. Benfica, Sporting Clube de Portugal).
Được thành lập vào ngày 1 tháng 8 năm 1903 bởi các doanh nhân người Anh và công nhân dệt may Bồ Đào Nha. Đây là một trong những từ câu lạc bộ lâu đời nhất các câu lạc bộ trong nước và chơi ở Giải bóng đá Ngoại hạng Bồ Đào Nha - giải đấu số 1 của bóng đá Bồ Đào Nha.

## Cầu thủ

### Đội hình hiện tại
Tính đến ngày 30/1/2024
Ghi chú: Quốc kỳ chỉ đội tuyển quốc gia được xác định rõ trong điều lệ tư cách FIFA. Các cầu thủ có thể giữ hơn một quốc tịch ngoài FIFA.
| Số | VT | Quốc gia   | Cầu thủ                                 |
| -- | -- | ---------- | --------------------------------------- |
| 1  | TM | Brasil     | César                                   |
| 5  | HV | Nigeria    | Chidozie Awaziem                        |
| 6  | TV | Guinée     | Ibrahima Camará                         |
| 7  | TĐ | Bồ Đào Nha | Salvador Agra                           |
| 8  | TĐ | Bồ Đào Nha | Bruno Lourenço                          |
| 9  | TĐ | Slovakia   | Róbert Boženík                          |
| 10 | TV | Bồ Đào Nha | Miguel Reisinho                         |
| 11 | TĐ | Bồ Đào Nha | Luís Santos                             |
| 12 | TM | Brasil     | Luís Pires                              |
| 13 | TĐ | Nhật Bản   | Masaki Watai (mượn từ Tokushima Vortis) |
| 16 | TV | Bồ Đào Nha | Joel Silva                              |
| 18 | TV | Montenegro | Ilija Vukotić                           |
| 20 | HV | Bồ Đào Nha | Filipe Ferreira                         |
| 23 | HV | Pháp       | Vincent Sasso                           |

| Số | VT | Quốc gia       | Cầu thủ                      |
| -- | -- | -------------- | ---------------------------- |
| 24 | TV | Colombia       | Sebastián Pérez (đội trưởng) |
| 26 | HV | Uruguay        | Rodrigo Abascal              |
| 27 | TĐ | Venezuela      | Jeriel De Santis             |
| 35 | HV | Bồ Đào Nha     | Gonçalo Almeida              |
| 42 | TV | Cộng hòa Congo | Gaius Makouta                |
| 55 | HV | Guiné-Bissau   | Augusto Dabó                 |
| 59 | TĐ | Bồ Đào Nha     | Martim Tavares               |
| 70 | HV | Nigeria        | Bruno Onyemaechi             |
| 76 | TM | Bồ Đào Nha     | Tomé Sousa                   |
| 79 | HV | Bồ Đào Nha     | Pedro Malheiro               |
| 80 | TV | Bồ Đào Nha     | Berna                        |
| 88 | TV | Bồ Đào Nha     | Marco Ribeiro                |
| 90 | TĐ | Bồ Đào Nha     | Tiago Machado                |
| 99 | TM | Bồ Đào Nha     | João Gonçalves               |